# Referendum propositivi a San Marino del 2013
I referendum propositivi sammarinesi del 2013 sono due consultazioni referendarie che si sono svolte a San Marino il 20 ottobre 2013.
Agli elettori è stato chiesto di esprimersi sull'ingresso della Repubblica del Titano nell'Unione europea e sull'introduzione di misure economiche volte a legare gli aumenti di stipendio all'inflazione; anche se entrambe le proposte hanno ottenuto la maggioranza dei voti espressi, esse non hanno raggiunto il quorum del 32% degli elettori registrati (10 657 elettori), per cui sono state respinte.

## Costo
Il referendum è costato allo Stato sammarinese 233 330 euro, così suddivisi:
- 50 000 euro sono per l'allestimento e lo smontaggio dei seggi elettorali, dei tabelloni per propaganda, pulizia e la disinfezione dei locali e per i servizi di trasporto degli elettori.
- 65 000 euro per l'invio dei certificati elettorali all'estero.
- 9 475 euro per il servizio di imbustamento dei certificati elettorali e fornitura buste.
- 45 000 euro per gli addetti ai seggi come gettone di presenza.

## Primo quesito
Il primo quesito propone l'adesione di San Marino all'Unione europea.
Il quesito era:
Il referendum era stato previsto per il 24 marzo 2011 ma il governo sammarinese in quell'occasione attivò la procedura di interruzione del referendum, prevista e disciplinata dalla legge della Repubblica.
Il referendum non ha raggiunto il quorum per la mancanza di 3 925 voti pari all'11,79%. 

### Posizioni dei partiti sul primo quesito

#### Sì
- Movimento Civico10[7]
- Partito Socialista[8]
- Partito dei Socialisti e dei Democratici[9]
- Sinistra Unita[10]
- Per San Marino[11][12]
- Unione per la Repubblica[13]

#### No
- Movimento Civico R.E.T.E.[14]
- Noi Sammarinesi[15]

#### Scheda bianca
- Partito Democratico Cristiano Sammarinese[16]

#### Libertà di voto
- Alleanza Popolare[17]

### Affluenza alle urne
|                     | TOTALE | PERCENTUALE % | PERCENTUALE %         |
| ------------------- | ------ | ------------- | --------------------- |
| Iscritti alle liste | 33 303 | 100,00%       | SUL TOTALE ELETTORI   |
| Votanti             | 14 448 | 43,38%        | SUL TOTALE ELETTORI   |
| Voti validi         | 13 389 | 92,67%        | SUL NUMERO DI VOTANTI |
| Schede bianche      | 867    | 6%            | SUL NUMERO DI VOTANTI |
| Voti nulli          | 192    | 1,32%         | SUL NUMERO DI VOTANTI |
| Astenuti            | 18 855 | 56,62%        | SUL TOTALE ELETTORI   |

#### Risultati per castello
| RISULTATI PER CASTELLO | SÌ     | NO     | AFFLUENZA |
| Città di San Marino    | 50,97% | 49,03% | 59,65%    |
| Acquaviva              | 49,20% | 50,80% | 66.36%    |
| Borgo Maggiore         | 46,27% | 53,73% | 61,68%    |
| Chiesanuova            | 44,90% | 55,10% | 65,58%    |
| Domagnano              | 51,02% | 48,98% | 64,38%    |
| Faetano                | 58,58% | 41,42% | 66,95%    |
| Fiorentino             | 47,79% | 52,21% | 66,86%    |
| Montegiardino          | 53,35% | 46,65% | 66,09%    |
| Serravalle             | 50,94% | 49,06% | 61,60%    |
| San Marino             | 49,79% | 50,21% | 59,06%    |
| Esteri                 | 61,76% | 38,24% | 5,31%     |
| TOTALE                 | 50,28% | 49,72% | 43,39%    |

| Sì 6 732 (50,28%) | No 6 657 (49,72%) |
| ▲                 |                   |

## Secondo quesito
Il secondo quesito del referendum, anch'esso è di tipo propositivo, chiamato "referendum salvastipendi" è stato promosso dalla Confederazione Democratica dei Lavoratori Sammarinesi si pone l'obiettivo di tutelare le retribuzioni e dare dignità alla contrattazione collettiva, il quesito sarà:
Il referendum non ha raggiunto il quorum per la mancanza di 632 voti pari all'1,90%.

### Affluenza alle urne
|                     | TOTALE | PERCENTUALE % | PERCENTUALE %         |
| ------------------- | ------ | ------------- | --------------------- |
| Iscritti alle liste | 33 303 | 100,00%       | SUL TOTALE ELETTORI   |
| Votanti             | 14 451 | 43,38%        | SUL TOTALE ELETTORI   |
| Voti validi         | 13 710 | 94,87%        | SUL NUMERO DI VOTANTI |
| Schede bianche      | 571    | 3,95%         | SUL NUMERO DI VOTANTI |
| Voti nulli          | 141    | 0,98%         | SUL NUMERO DI VOTANTI |
| Astenuti            | 18 852 | 56,60%        | SUL TOTALE ELETTORI   |

#### Risultati per castello
| RISULTATI PER CASTELLO | SÌ     | NO     | AFFLUENZA |
| Città di San Marino    | 69,79% | 30,21% | 59,65%    |
| Acquaviva              | 78,56% | 21,44% | 61,65%    |
| Borgo Maggiore         | 74,29% | 25,71% | 61,65%    |
| Chiesanuova            | 78,70% | 21,30% | 65,58%    |
| Domagnano              | 71,13% | 28,87% | 64,34%    |
| Faetano                | 73,42% | 26,58% | 66,95%    |
| Fiorentino             | 76,99% | 23,01% | 66,86%    |
| Montegiardino          | 76,71% | 23,29% | 66,09%    |
| Serravalle             | 70,76% | 29,24% | 61,56%    |
| San Marino             | 72,96% | 27,04% | 62,86%    |
| Esteri                 | 76,85% | 23,15% | 5,31%     |
| TOTALE                 | 73,12% | 26,88% | 43,38%    |

| Sì 10 025 (73,12%) | No 3 685 (26,88%) |
| ▲                  |                   |